# RORA
RORA (англ. RAR related orphan receptor A) — білок, який кодується однойменним геном, розташованим у людей на короткому плечі 15-ї хромосоми. Довжина поліпептидного ланцюга білка становить 523 амінокислот, а молекулярна маса — 58 975.
| 10         |  | 20         |  | 30         |  | 40         |  | 50         |
| ---------- |  | ---------- |  | ---------- |  | ---------- |  | ---------- |
| MESAPAAPDP |  | AASEPGSSGA |  | DAAAGSRETP |  | LNQESARKSE |  | PPAPVRRQSY |
| SSTSRGISVT |  | KKTHTSQIEI |  | IPCKICGDKS |  | SGIHYGVITC |  | EGCKGFFRRS |
| QQSNATYSCP |  | RQKNCLIDRT |  | SRNRCQHCRL |  | QKCLAVGMSR |  | DAVKFGRMSK |
| KQRDSLYAEV |  | QKHRMQQQQR |  | DHQQQPGEAE |  | PLTPTYNISA |  | NGLTELHDDL |
| SNYIDGHTPE |  | GSKADSAVSS |  | FYLDIQPSPD |  | QSGLDINGIK |  | PEPICDYTPA |
| SGFFPYCSFT |  | NGETSPTVSM |  | AELEHLAQNI |  | SKSHLETCQY |  | LREELQQITW |
| QTFLQEEIEN |  | YQNKQREVMW |  | QLCAIKITEA |  | IQYVVEFAKR |  | IDGFMELCQN |
| DQIVLLKAGS |  | LEVVFIRMCR |  | AFDSQNNTVY |  | FDGKYASPDV |  | FKSLGCEDFI |
| SFVFEFGKSL |  | CSMHLTEDEI |  | ALFSAFVLMS |  | ADRSWLQEKV |  | KIEKLQQKIQ |
| LALQHVLQKN |  | HREDGILTKL |  | ICKVSTLRAL |  | CGRHTEKLMA |  | FKAIYPDIVR |
| LHFPPLYKEL |  | FTSEFEPAMQ |  | IDG        |  |            |  |            |

A: Аланін

C: Цистеїн

D: Аспарагінова кислота

E: Глутамінова кислота

F: Фенілаланін

G: Гліцин

H: Гістидин

I: Ізолейцин

K: Лізин

L: Лейцин

M: Метіонін

N: Аспарагін

P: Пролін

Q: Глутамін

R: Аргінін

S: Серин

T: Треонін

V: Валін

W: Триптофан

Кодований геном білок за функціями належить до рецепторів, активаторів, фосфопротеїнів.
Задіяний у таких біологічних процесах, як транскрипція, регуляція транскрипції, біологічні ритми, альтернативний сплайсинг.
Білок має вузол для зв'язування з іонами металів, іоном цинку, ДНК.
Локалізований у ядрі.
Валері Ху відкрила, що ген RORA, який може перебувати під позитивною регуляцією андрогенів, призводить до накопичення додаткового тестостерону, який може спричиняти більшу частоту проявів аутизму у чоловіків.